# Hispánie
Hispánie (latinsky Hispania) byl název užívaný v době starověké římské říše a středověku pro celý Pyrenejský poloostrov a jeho provincie. V současnosti se na tomto území rozkládají Portugalsko, Španělsko, Andorra, Gibraltar a nepatrná část jižní Francie. V době římské republiky byla Hispánie rozdělena do dvou provincií, které byly pojmenovány Hispania Citerior a Hispania Ulterior. Za principátu byla Hispania Ulterior rozčleněna do dvou nových provincií nazývaných Baetica a Lusitania, zatímco Hispania Citerior byla přejmenována na Tarraconensis. Později byla od Tarraconensis oddělena její západní část, jež byla nejprve zvána Hispania Nova a následně Callaecia (nebo Gallaecia, odtud Galicie). V rámci Diocletianovy správní reorganizace byla na konci 3. století z Tarraconensis vydělena provincie Carthaginiensis a zřejmě také Baleárské ostrovy (Baleares). Všechny hispánské provincie tvořily společně diecézi Hispaniae.

## Název
Původ slova Hispania je předmětem mnoha diskuzí, přičemž poznatky vzniku tohoto pojmu se zakládají převážně na domnělé vnější podobnosti s jinými výrazy. Podle jedné ze zastávaných teorií se jedná o termín odvozený z féničtiny. Tvar Hispánie prý pochází ze složeniny fénických slov î (znamenající ostrov) a šəpānîm (semitský výraz pro damana), což lze vyjádřit jako „ostrov damana“. Féničané totiž zdejší hojně se vyskytující králíky mylně považovali za damany. Existuje rovněž alternativní teorie, která vychází z předpokladu, že slovo Hispánie je převzato z iberštiny, přesněji z předřímského názvu města Sevilla, Hispalis, který nápadně připomíná antické pojmenování této země. Iberský ani keltský tvar jména Hispalis nejsou dnes již známi, ovšem někteří badatelé se domnívají, že tento pojem vznikl z řeckého Heliopolis („město slunce“). Nahrazování termínů „španělský“ a „Španělsko“ slovy „hispánský“ a „Hispánie“ se v současnosti jako matoucí a zavádějící anachronismus neužívá, protože hranice moderního Španělska nejsou totožné s hranicemi římské Hispánie či s územím pozdějšího vizigótského království. Třebaže latinský pojem Hispania byl k označení Pyrenejského poloostrova obvykle používán až do doby pozdního středověku, jeho zkrácená varianta Spania (z níž je odvozeno české slovo Španělsko) byla postupně v rostoucí míře spojována pouze se španělským královstvím, jež se zrodilo na konci 15. století.

## Historie

### Pravěk

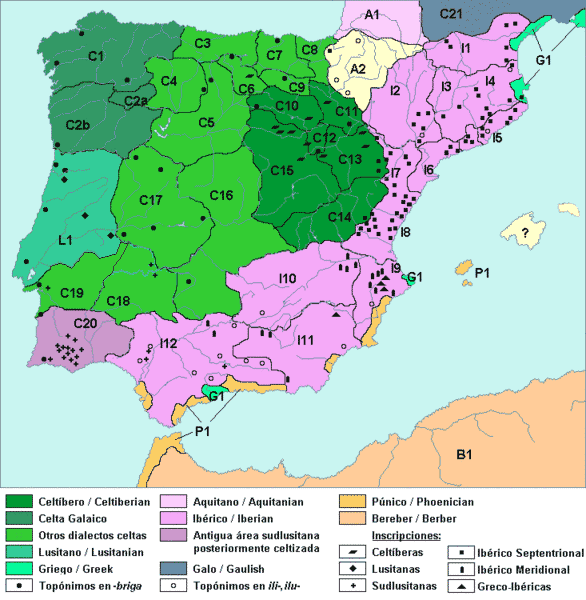
Rozšíření jazyků v předřímské Ibérii

Podle fosílií objevených v pohoří Atapuerca na severu Španělska byl Pyrenejský poloostrov osídlen člověkem vzpřímeným (homo erectus) už před 780 000 lety. Zhruba ke konci středního paleolitu pronikl do Ibérie člověk neandrtálský, který sem patrně uprchl před migrujícím člověkem homo sapiens. První významné osídlení Evropy moderním člověkem nastalo přibližně před 40 000 lety, na počátku mladého paleolitu a poslední doby ledové. Jednalo se o nomádské lovce a sběrače pocházející ze stepí střední Asie. Poté, co doba ledová dosáhla někdy před 30 000 lety svého vrcholu, usadili se tito lidé v Ibérii. V následujících tisíciletích neandrtálci postupně vymizeli, zatímco místní kultury moderních lidí vzkvétaly. V důsledku toho vznikly výjimečné formy pravěkého umění, jehož doklady byly nalezeny v údolí Côa či v jeskyni Altamira. Pozoruhodné malby zvířat, jejichž stáří se odhaduje na 20 000, resp. 14 000 let podávají svědectví o vysoké úrovni paleolitické lovecké kultury. V mezolitu, na počátku desátého tisíciletí př. n. l., nastalo oteplení, jež ukončilo dobu ledovou, načež iberská populace (potomci kromaňonců) opět osídlila značnou část Evropy. V průběhu neolitu došlo zhruba kolem roku 5000 př. n. l. k zásadní proměně lidského osídlení Ibérie, neboť započal rozvoj zemědělství a počátek evropské megalitické kultury. Ta se rozšířila do většiny Evropy a některá její nejstarší centra se nacházela na území dnešního Portugalska.

### Iberové

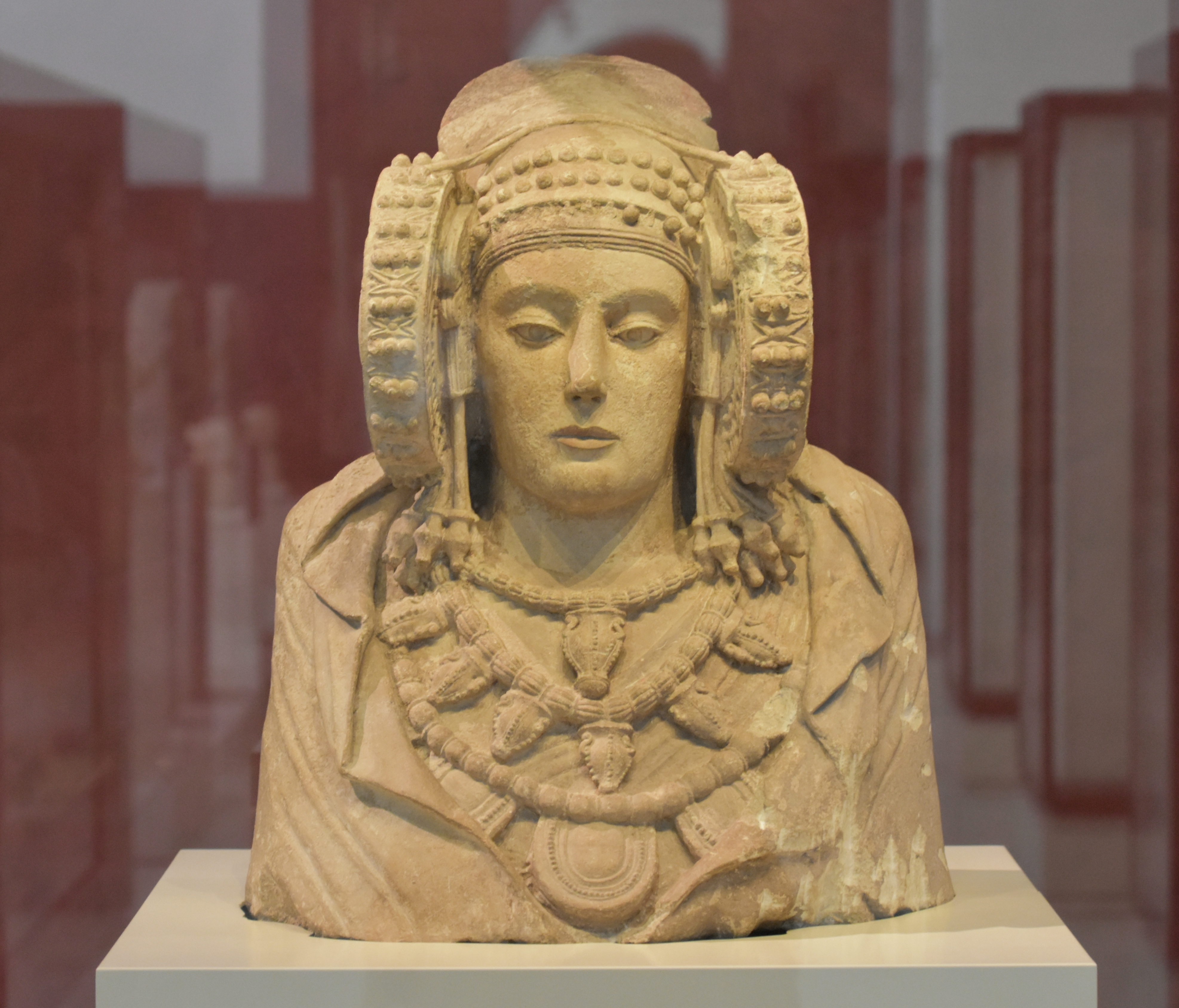
„Dáma z Elche“, Národní archeologické muzeum v Madridu, 5. až 4. století př. n. l.

Do poloviny 2. tisíciletí př. n. l. se datují důkazy o přítomnosti Iberů, kteří se v dalších staletích vyvinuli v nejvýznamnější etnikum na poloostrově. Původ Iberů zůstává dosud předmětem bádání. Podle některých názorů pocházeli z oblastí východního Středomoří, případně ze severní Afriky. Jiné teorie se však vyslovují pro evropský původ Iberů. Dalším starověkým národem obývajícím Pyrenejský poloostrov byli Baskové. Na konci doby bronzové zasáhlo Ibérii několik migračních vln národa indoevropského původu – Keltů, kteří patrně od počátku 7. století př. n. l. pronikali z dnešní jižní Francie do severní a západní Ibérie. Ve střední části poloostrova Keltové a Iberové pozvolna splynuli v jediný národ nazývaný Keltiberové. Ti nejprve opanovali oblasti centrálních náhorních plošin a západ, později se rozšířili i na východní pobřeží poloostrova. Místní odlišnosti mezi těmito starodávnými kulturami jsou do určité míry patrné do dnešních dnů. Iberové i Keltiberové byli zdatnými kováři. Zvláště v jižnějších částech země se vyskytovalo mnoho dolů, z jejichž surovin byly v době železné vyráběny výtečné zbraně a nástroje. Bohaté zdroje surovin Ibérie upoutaly pozornost národů sídlících na březích Středozemního moře, jež proto založily na jihu a východě poloostrova četné kolonie. Kolem roku 1100 př. n. l. dosáhli prý Ibérie Féničané, pocházející z východního Středomoří. Nicméně archeologické nálezy nasvědčují tomu, že Cádiz (ve starověku Gadir, případně Gades), nejstarší fénická osada v Ibérii, byl založen až v 8. století př. n. l. Na východním pobřeží vznikala od 7. století př. n. l. rovněž řecká města, z nichž nejdůležitější byly Emporion (dnešní Empúries) a Saguntum (Sagunto). Řekové udržovali obchodní kontakty s Keltibery a taktéž s Féničany, kteří však představovali pro Řeky vážné konkurenty a soupeře.

### Kartaginská Iberie

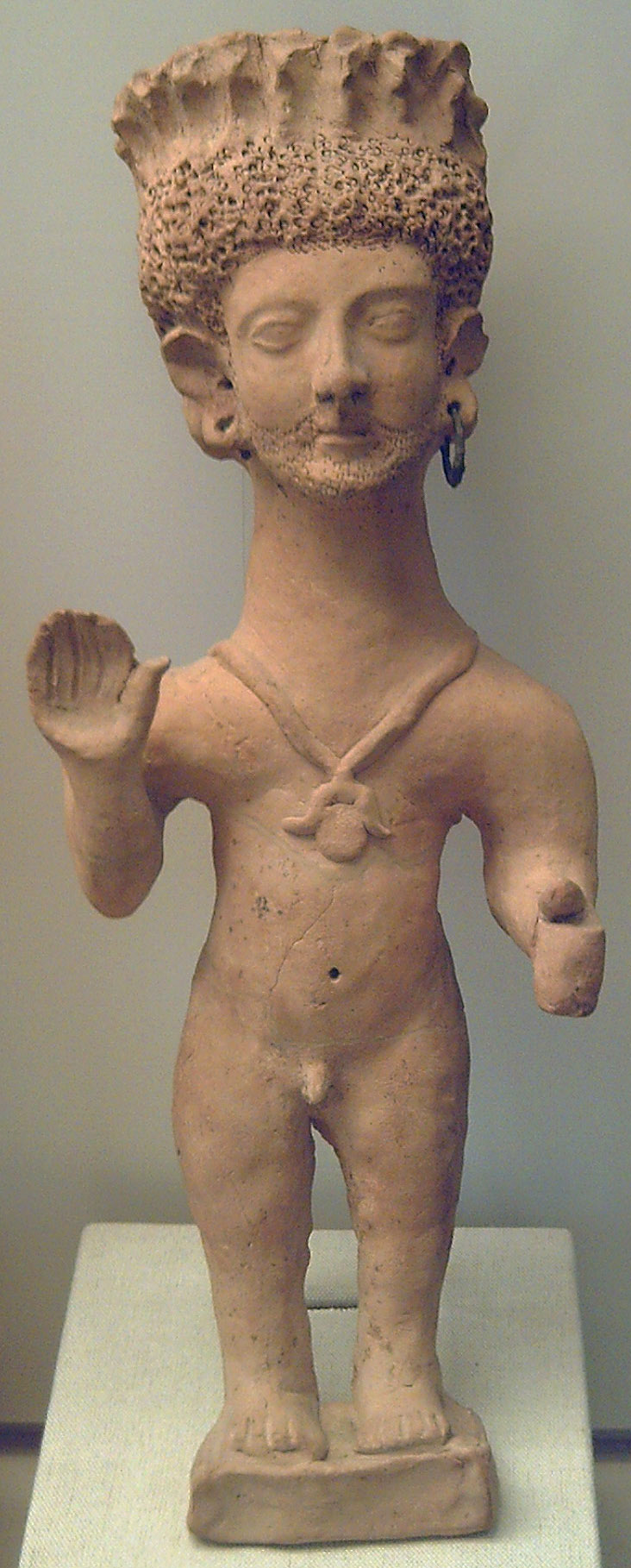
Punská terakotová soška z Ibizy

Od 6. století př. n. l. vzrůstal na poloostrově vliv mocného severoafrického města Kartága, jež bylo původně jednou z fénických kolonií. Kartáginci nahradili své fénické předchůdce a vybudovali řadu nových punských osad. Na základě archeologických vykopávek, v nichž jsou zastoupeny kartaginské i iberské artefakty, lze usuzovat, že obě tyto kultury se v těchto obchodních centrech rozvíjely ve vzájemné koexistenci. Po vítězství Římanů nad Kartáginci v první punské válce (264–241 př. n. l.), usilovalo Kartágo o vykompenzování své ztráty Sicílie vytvořením obchodní říše v Ibérii. Kartaginský generál Hamilkar Barkas si v sérii tažení probíhajících mezi léty 237 až 228 př. n. l. podrobil rozsáhlé jižní a východní oblasti Pyrenejského poloostrova. Hamilkarův nástupce Hasdrubal založil město Carthago Nova (Cartagena), jež sloužilo jako hlavní kartaginská základna v Ibérii. Pravděpodobně v roce 226 př. n. l. sjednal Hasdrubal s Římany, znepokojenými rostoucí kartaginskou mocí, smlouvu, v níž se obě strany zavazovaly respektovat řeku Ebro jako hranici svých sfér vlivu na poloostrově. Tuto smlouvu však v roce 219 př. n. l. porušil Hamilkarův syn Hannibal, jenž oblehl a dobyl město Saguntum, což se pro Římany stalo záminkou k vypovězení druhé punské války (218–201 př. n. l.). V průběhu tohoto konfliktu se římský vojevůdce Scipio Africanus v roce 209 př. n. l. zmocnil Carthaga Nova a během několika dalších let vypudil po vítězství v bitvě u Ilipy Kartágince z Ibérie. V mírové smlouvě mezi Římem a Kartágem uzavřené v roce 201 př. n. l. přenechali Kartáginci své državy na Pyrenejském poloostrově Římanům. Ti tuto zemi nazývali Hispánií podle latinizované verze dosavadního kartaginského jména.

### Římská Hispánie

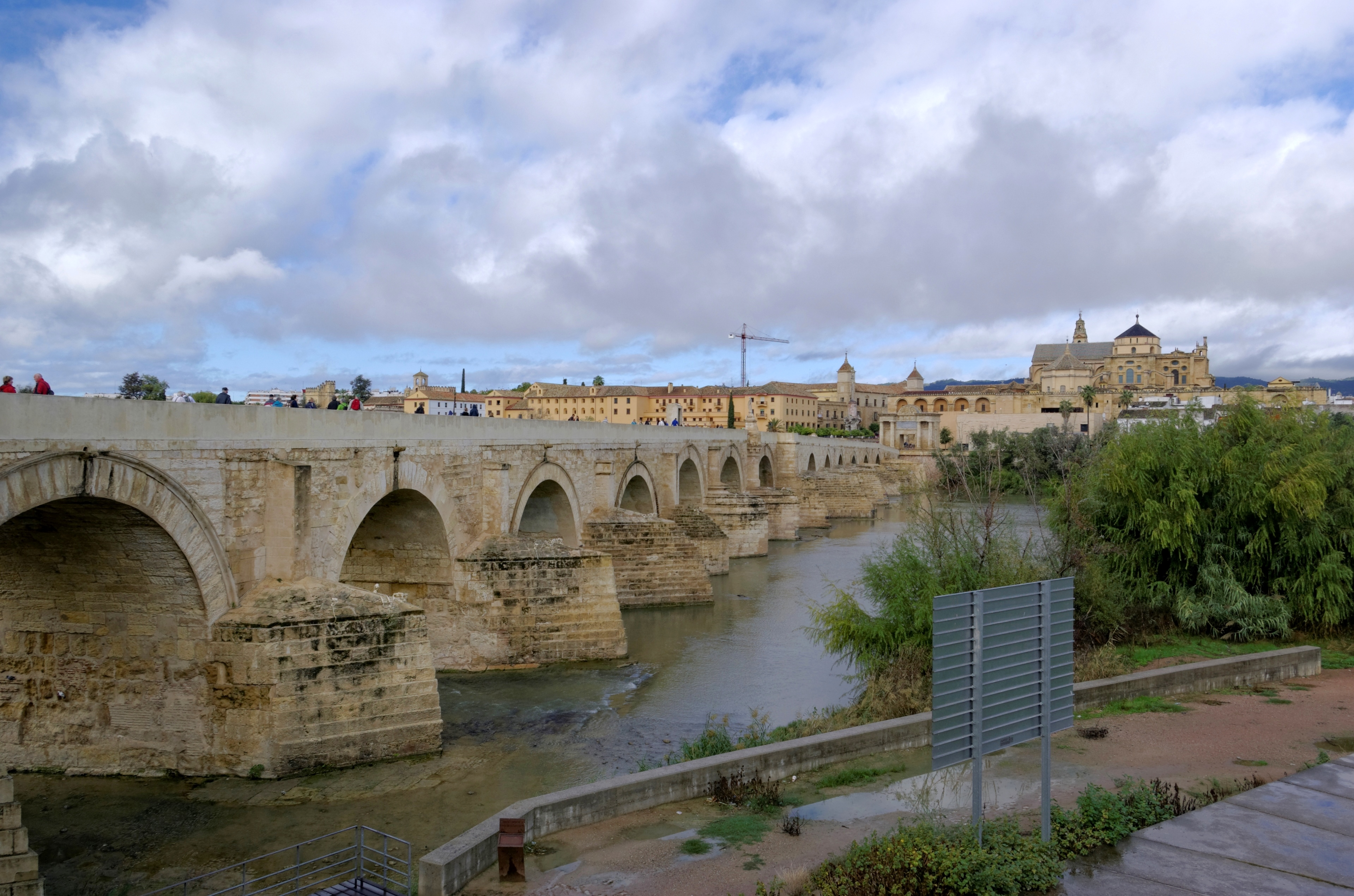
Římský most v Córdobě, v pozadí Mezquita

Římané vstoupili poprvé na půdu Pyrenejského poloostrova v roce 218 př. n. l. Od tohoto okamžiku zde po následujících dvě stě let vedli prakticky nepřetržitá válečná tažení nejprve proti Kartágincům a Iberům, později proti Keltiberům, Lusitánům, Baskům a různým keltským kmenům na severu. Významné keltiberské středisko Numantia bylo dobyto v roce 133 př. n. l. po desetiletích odporu domorodců proti římským útokům. V bojích s Římany se obzvláště vyznamenal Viriathus, vůdce Lusitánů. Podmanění Hispánie Římany bylo definitivně dokončeno až za římského císaře Augusta v roce 19 př. n. l. Hispánie byla, stejně jako jiná území ovládaná římskou republikou, spravována místodržiteli, kteří svoji funkci zneužívali k osobnímu obohacení a k dosažení slávy. Obyvatelstvo Hispánie bylo sužováno vysokými daněmi svévolně uvalovanými římskými dobyvateli, odvody mládeže do římského vojska a všeobecně bující korupcí. Zefektivnění římské správy nastalo teprve po nastolení principátu v roce 27 př. n. l., což přispělo k urychlení procesu romanizace země. Hispánie se tak na dalších více než čtyři sta let stala součástí kosmopolitní římské říše.

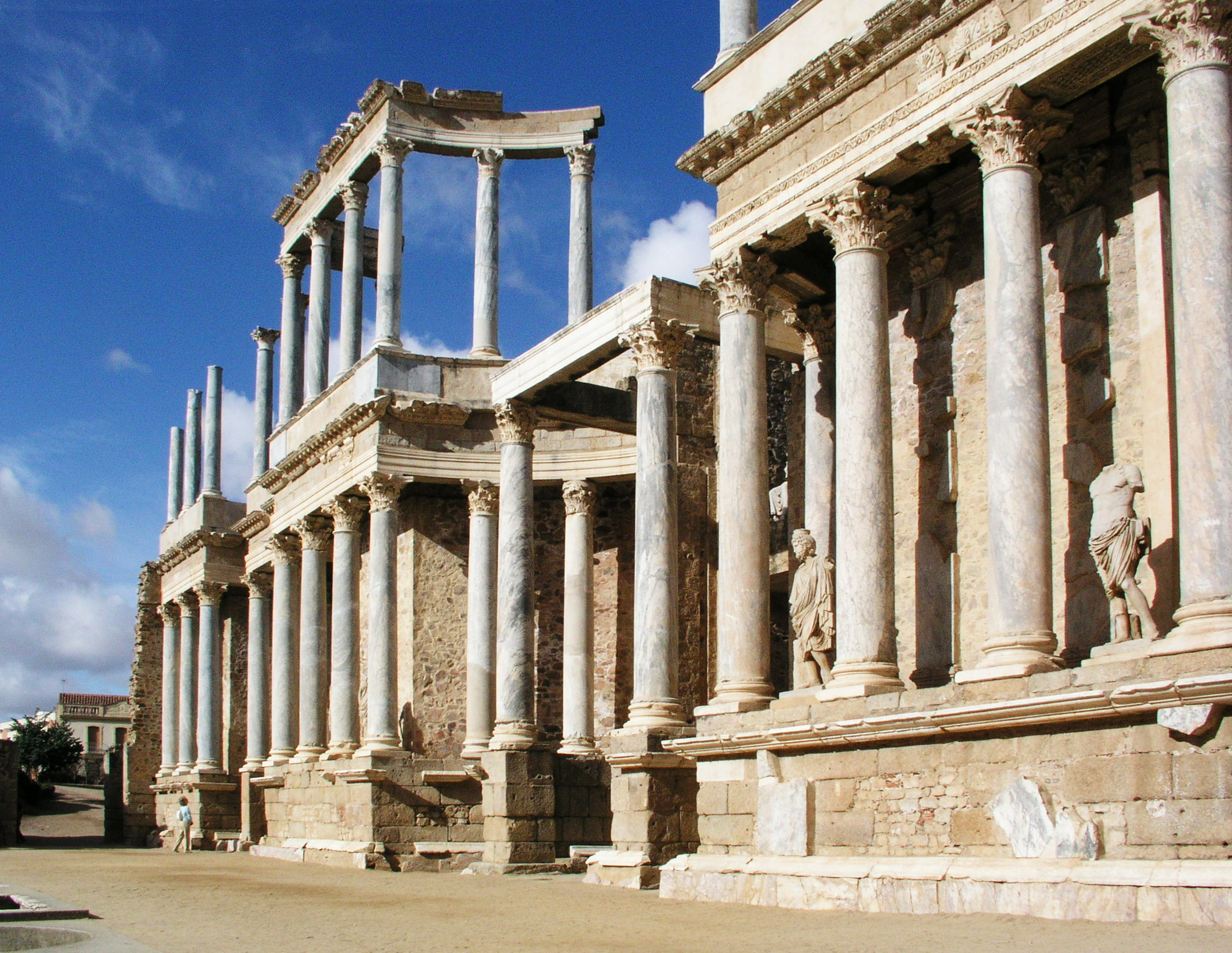
Římské divadlo v Méridě

Po celé zemi byly budovány silnice, mosty a akvadukty, z nichž mnohé se dochovaly dodnes. Stávající barbarské osady se rozrostly ve výstavní a komfortní města, jakými bylo Olissipo (Lisabon) nebo Tarraco (Tarragona). Dále byla založena řada nových jako Caesaraugusta (Zaragoza), Augusta Emerita (Mérida) nebo Valentia (Valencia). Hispánie sloužila říši jako zásobárna a hlavní zdroj surovin a kovů, přičemž z jejích rozvíjejících se přístavů bylo do celého impéria exportováno zlato, stříbro, železná ruda, olovo, olivový olej, víno, obilí a jiné produkty. K rozkvětu hospodářství napomohlo také rozšíření užívání římského práva v zemi. Vůdčí představitelé domorodých národů, kteří ovládali jednotlivé kmeny, byli postupem doby přijímáni do řad římské aristokracie, čímž si zajistili účast na správě Hispánie a římské říše. Výnosy v zemědělství stouply v důsledku zavedení zavlažovacích zařízení. Římané budovali v Hispánii villy (velkostatky), na nichž pracovala velká část venkovského obyvatelstva a značný počet otroků. Vedle velkých latifundií existovaly i menší zemědělské statky a usedlosti, jež byly přidělovány římským veteránům – touto kolonizací usilovali Římané o snazší podrobení nového území. Latina se stala oficiálním jazykem a už v 1. století bylo území dnešní Andalusie natolik silně romanizováno, že zde užívání domorodých jazyků téměř vymizelo. Romanizace však nezasáhla všechny části Hispánie stejně intenzivně, zvláště na severu se latině nikdy nepodařilo vytlačit lokální jazyky. V Hispánii narozeným potomkům římských vojáků a kolonistů náleželo římské občanství, jež bylo nejpozději v roce 212 přiznáno rovněž všem Hispanořímanům – romanizované hispánské populaci (již na konci 1. století udělil Vespasianus všem obyvatelům Hispánie latinské právo). Hispánie byla rodištěm několika význačných císařů, jako byli Traianus, Hadrianus či Theodosius I. Pocházeli odsud také někteří význační římští literáti včetně Senecy mladšího, Lucana a Martiala.

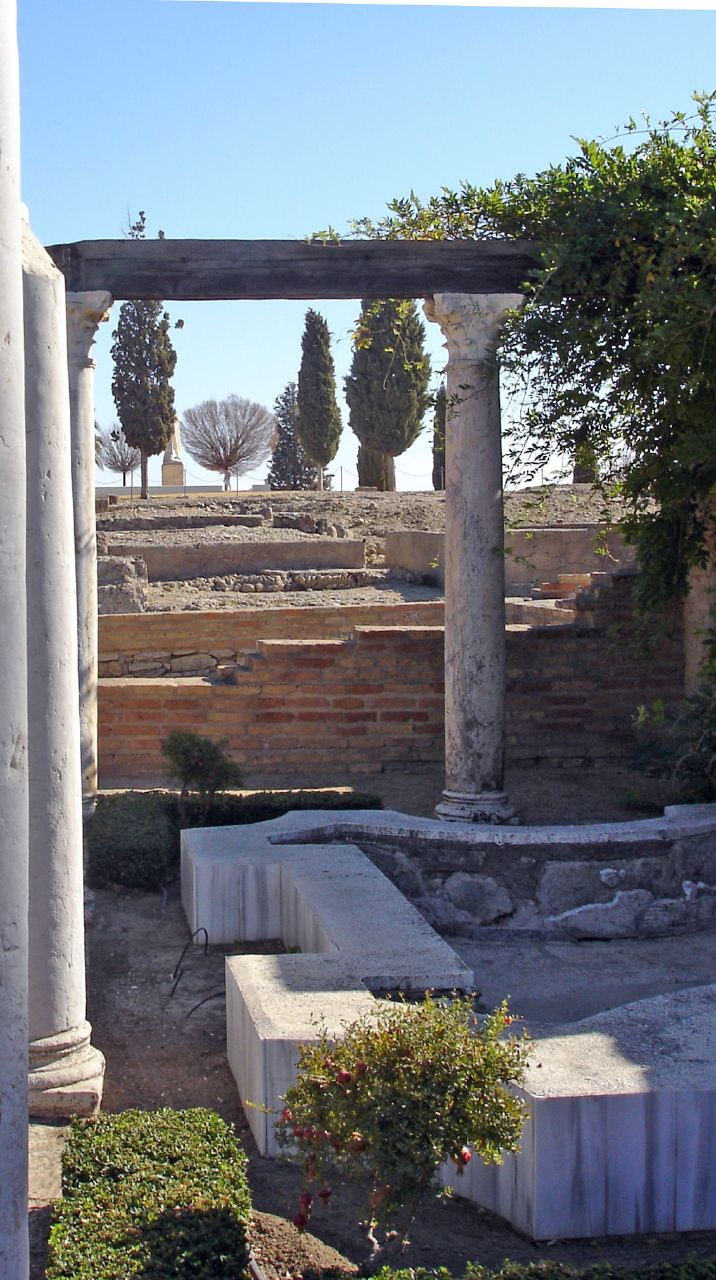
Římská villa v Itálice

Křesťanství se v Hispánii objevilo poprvé v 1. století a v průběhu 2. století se do určité míry uchytilo i ve městech. Pohanství si však uchovalo především na venkově pevné postavení po velmi dlouhou dobu. To se začalo měnit až ve 4. století, kdy Konstantin Veliký legalizoval křesťanství. V Hispánii se sice vyskytly jisté heretické sekty, ovšem místní biskupové zachovávali loajalitu vůči papežům v Římě. Koncily biskupů se staly důležitým nástrojem udržení stability během období nadvlády Vizigótů, jež následovalo po zhroucení římského politického systému ve druhé polovině 5. století. V této době přešla civilní administrativa z velké části na katolické biskupy, kteří tak pomohli uchovat pořádek a kontinuitu římské kultury v Hispánii. Zhruba o sto let později využil východořímský císař Justinián I. občanské války mezi vizigótskými králi v Hispánii k vyslání vojska, které mělo získat Pyrenejský poloostrov zpět pod kontrolu Římanů. Výsledkem bylo krátkodobé opětné dobytí úzkého pásu země podél pobřeží Středozemního moře, jež bylo nazýváno Spania.

#### Správní členění
V roce 197 př. n. l. zřídili Římané v Hispánii dvě provincie pojmenované Hispania Citerior („Bližší Hispánie“) a Hispania Ulterior („Vzdálenější Hispánie“). Hranici mezi nimi představovala klikatě se vinoucí linie mezi městem Carthago Nova a Kantabrijským mořem (Biskajský záliv). Hispania Ulterior zahrnovala území dnešní Andalusie, Portugalska, Extremadury a Galicie, zatímco Hispania Citerior zaujímala východní část poloostrova, tedy nynější Aragonii, Valencii, Katalánii a většinu Kastílie. Generál Marcus Vipsanius Agrippa reorganizoval v roce 27 př. n. l. Hispánii do tří částí, když rozdělil Hispanii Ulterior na Baeticu a Lusitánii (včetně Gallaecie a Asturie). V témže roce císař Augustus uspořádal hispánské provincie tímto způsobem:

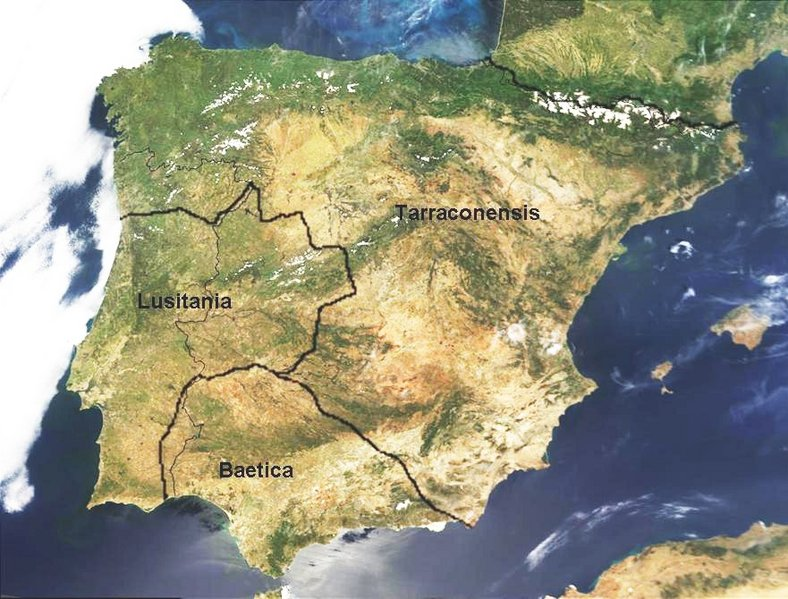
Správní rozdělení Hispánie v době vlády Augusta

- Hispania Baetica, jejímž hlavním městem byla Corduba (Córdoba), se rozkládala na území takřka identickém s dnešní Andalusií. Hranici mezi Baeticou a Lusitánií tvořila řeka Anas (Guadiana).
- Hispania Lusitania, jejímž hlavním městem byla Emerita Augusta (Mérida), byla zmenšena o Gallaecii a Asturii.
- Hispania Citerior, jejímž hlavním městem bylo Tarraco (Tarragona), získala nový název Hispania Tarraconensis. Jednalo se o nejvýznamnější římskou provincii na Pyrenejském poloostrově, k čemuž přispělo i začlenění Gallaecie a Asturie.

Na počátku 3. století provedl císař Caracalla nové rozdělení, jež však přetrvalo pouze krátkou dobu. Jeho úprava spočívala ve vydělení provincie Asturia-Callaecia (Hispania Nova) z Tarraconensis. V této nově vzniklé, nepříliš rozlehlé provincii byla umístěna jediná stálá legie v Hispánii: Legio VII Gemina. V roce 238 byly však tyto dva celky opět spojeny. Diocletianovy správní reformy vedly v roce 293 k začlenění všech hispánských provincií do diecéze Hispaniae, jíž spravoval císařský úředník s titulem vicarius a se sídlem v Méridě. Diecéze Hispánie tvořila spolu s galskými, germánskými a britskými provinciemi prefekturu Galliae. Diecéze se skládala z pěti pevninských hispánských provincií (Baetica, Gallaecia, Lusitania, Tarraconensis a nově vytvořená Carthaginiensis), z provincie Baleares a ze severoafrické provincie Mauretania Tingitana. Toto správní uspořádání Hispánie přetrvalo v nezměněné podobě až do konce římské vlády.

### Hispánie pod nadvládou Germánů
Během stěhování národů překročily v roce 406 barbarské kmeny Svébů, Vandalů a Alanů řeku Rýn a po tříletém pustošení Galie vpadly v roce 409 přes Pyreneje do Hispánie. Tento okamžik znamenal počátek rozkladu římské moci na Pyrenejském poloostrově. Svébové založili království v nynější Galicii a v severním Portugalsku. Hasdingští Vandalové a jejich alanští spojenci okupovali Lusitánii, přesněji současné portugalské regiony Alentejo a Algarve. Příslušníci silingské větve Vandalů se usadili na území Baeticy, tedy zhruba v nynějším španělskému regionu Andalusie (což je odvozeno z termínu Vandalusia). Téměř polovina Hispánie se vymkla římské vládě, pročež západořímský císař Honorius pověřil svého švagra a vizigótského krále Athaulfa obnovením pořádku na Pyrenejském poloostrově. Na oplátku poskytl Vizigótům půdu severně od Pyrenejí. V roce 415 zahájili Vizigóti tažení proti Vandalům a Alanům, které do roku 429 přinutili k odplutí do severní Afriky. V době zániku římské moci na Západě ke konci 5. století se Vizigóti zmocnili vlády nad většinou Hispánie a do roku 585 si podmanili i severozápad země kontrolovaný dosud Svéby.

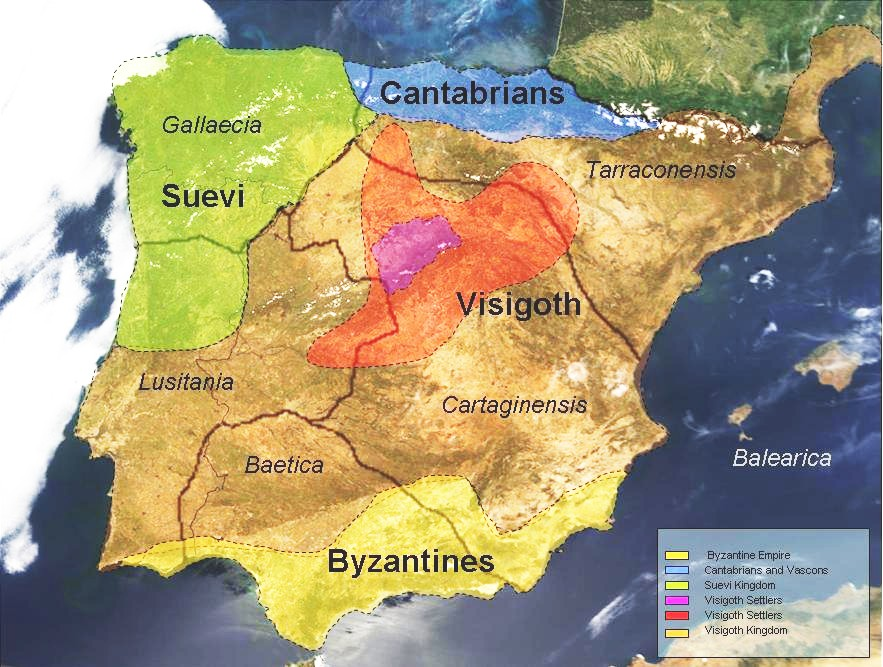
Pyrenejský poloostrov kolem roku 560

Vizigótská okupace nebyla barbarskou invazí v pravém smyslu, neboť jednotliví vizigótští králové formálně vládli Hispánii jako patricijové, kteří obdrželi svolení k řízení země jménem císaře. Vliv Vizigótů na kulturu Hispánie byl celkově nepatrný. Výkon civilní správy setrvával na bedrech Hispanořímanů, přičemž jazykem práva a obchodu zůstávala i navzdory germánské nadvládě latina. Udržení někdejší úrovně vzdělanosti a správy nyní spočívalo na církvi, jelikož pouze hispanořímské duchovenstvo bylo dostatečně způsobilé zajišťovat řízení státu. Podobně jako v jiných částech raně středověké Evropy, se i v Hispánii ukázala být církev nejsoudržnější částí společnosti, jež nadále ztělesňovala kontinuitu antických tradic, idejí a řádu. Náboženství představovalo nejstálejší zdroj napětí mezi římskokatolickými Hispanořímany a jejich ariánskými vizigótskými vládci. Teprve v roce 589 se král Rekkared I. zřekl ariánství na koncilu biskupů v Toledu a přijal katolictví, čímž byl posílen vzájemný soulad mezi vizigótskou monarchií a Římany. Vedle politické jednoty tak bylo dosaženo také náboženského sjednocení poloostrova. Avšak nepřetržité občanské války, násilné smrti králů a uzurpace vedly k oslabení centrální moci ve prospěch místních válečníků a velkých pozemkových vlastníků. Vizigóti převzali a podporovali římský provinciální aparát, nebyli ale schopní jej využít k nastolení efektivní správy státu. Vzhledem k chybějícímu jasně vymezenému nástupnickému systému podněcovaly soupeřící frakce vizigótské šlechty Byzantince, Franky a nakonec muslimy k zásahům do vnitřních záležitostí státu, což nakonec přivodilo zhroucení vizigótské říše.

### Ve středověku
Oslabené vizigótské království podlehlo na počátku 8. století invazi severoafrických muslimů – Maurů. Na místo pojmenování Hispánie (arabsky اسبانيا, Isbá-nía) užívali Maurové pro svůj stát označení Al-Andalus (الأندل). Různé křesťanské kroniky a dokumenty z doby vrcholného středověku pojem Hispánie (resp. z něho vycházející názvy Spania, España nebo Espanha) vztahovaly pouze na Maury kontrolovaná teritoria. Například výprava krále Alfonsa I. Aragonského proti městu Málaga, podniknutá v roce 1126, je popisována jako tažení do země „España“. Asi od konce 12. století začal být pod pojmem Hispánie vnímán opět celý Pyrenejský poloostrov. Výraz „pět království Hispánie“ se týkal muslimské Granady a křesťanských království Kastílie a Leónu, Navarry, Portugalska a Aragonie. Jednotlivá křesťanská království, vzniklá v období reconquisty, se postupně slučovala ve větší útvary, což bylo završeno spojením Kastílie a Aragonie v roce 1479. Název „Španělsko“ odvozený z termínu Hispánie byl od tohoto momentu užíván pouze k pojmenování tohoto nového království a nikoli k označení celého Pyrenejského poloostrova.